# 岩本久則
岩本 久則（いわもと きゅうそく、いわもと ひさのり1939年3月 －）は、日本の漫画家。
高知市出身。高知市立城北中学校在籍中から漫画に熱中していた。同期生に俳人の松田ひろむがいる。1954年、中学校を卒業後、海上自衛隊に入る。1967年に漫画家として独立。
近藤日出造のあとを受けて「読売新聞」2面の時事漫画（政治漫画）を描く。ナンセンス漫画に属する。
環境保護、バードウォッチング、ホエールウォッチングでも知られ、特に鯨の保護に力を入れている。

## 主な作品
- プカリトピア
- 岩本武蔵
- 閑話キューソク
- ボクの野鳥観察日記
- 鳥神話
- ぼくはパソコンと恋愛関係